# مارك بيلي (ملحن)
مارك بيلي (بالإنجليزية: Mark Bailey)‏ هو موزع وملحن أمريكي، ولد في 1962.